# Alfredo Atelingo

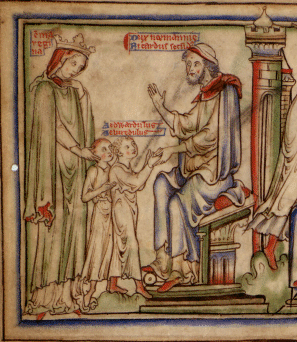
Rainha Ema e seus filhos sendo recebidos pelo duque Ricardo II da Normandia

Alfredo Atelingo ou Alfredo o Nobre (em inglês antigo Ælfred Æþeling; 1012 – Ely, 5 de fevereiro de 1037) foi um dos oito filhos do rei inglês Etelredo, o Despreparado. Ele e seu irmão Eduardo, o Confessor, eram filhos da segunda esposa de Etelredo, Ema da Normandia. O rei Canuto, o Grande tornou-se seu padrasto quando ele se casou com a viúva de Etelredo. Alfredo e seu irmão foram capturados nas lutas de poder no início e no final do reinado de Canuto.

## Cerco de Londres
Em 1013, durante o cerco de Londres pelos dinamarqueses, Etelredo e sua família se refugiaram na Normandia. Ele recuperou o trono em 1014 e morreu em 1016. A Inglaterra foi conquistada por Canuto da Dinamarca no final daquele ano, e Alfredo e Eduardo voltaram para a corte de seu tio, Roberto, Duque da Normandia. Existem algumas evidências de um plano por parte do duque Roberto invadir a Inglaterra em nome de seus sobrinhos.

## Regresso a Inglaterra
Em 1035, Canuto morreu, e durante a incerteza que se seguiu, os herdeiros dos antigos governantes anglo-saxões tentaram restaurar a Casa de Wessex ao trono da Inglaterra. Alfredo Atelingo desembarcou na costa de Sussex com um guarda-costas mercenário normando e tentou fazer o seu caminho para Londres. No entanto, ele foi traído, capturado pelo conde Goduíno de Wessex, e cego: ele morreu logo depois.
Na Crônica Anglo-Saxônica existe um relato deste encontro fatídico:
| “ | Conforme Alfredo e seus homens se aproximaram da cidade de Guildford, em Surrey, 48 quilômetros a sudoeste de Londres, eles foram recebidos pelo poderoso conde Goduíno de Wessex, que professava lealdade para com o jovem príncipe e adquiriu hospedagens para ele e seus homens na cidade. Na manhã seguinte, Goduíno disse a Alfredo: "Eu vou de forma segura conduzir você para Londres, onde os grandes homens do reino estão aguardando a sua vinda, para que possam levantar-lhe o trono." Isso ele disse, apesar do fato de que o trono já foi ocupada pelo filho de Canuto, Haroldo Pé de Lebre, e ele estava realmente em união com o rei Haroldo para atrair o jovem príncipe a sua morte. Em seguida, o conde levou o príncipe e seus homens sobre o monte de Guildown, que fica a oeste de Guildford, na estrada para Winchester, não Londres. Talvez o príncipe insistiu em prosseguir sua viagem para o seu destino original, corte de sua mãe em Winchester, em qualquer caso, Goduíno repetiu sua oferta tentadora; mostrando ao príncipe o magnífico panorama do morro, tanto para o norte e para o sul, ele disse: "Olhe ao seu redor à direita e à esquerda, e eis que um reino estará sujeito ao seu domínio." Alfredo, em seguida, deu graças a Deus e prometeu que se fosse coroado rei, instituiria as leis que seriam agradáveis e aceitáveis a Deus e os homens. Naquele momento, porém, ele foi apreendido e vinculado, juntamente com todos os seus homens. Nove décimos deles foram depois assassinados. E uma vez que o décimo restante ainda estava tão numeroso, eles, também, foram dizimados. Alfredo foi amarrado a um cavalo e, em seguida, transportado por barco para o mosteiro de Ely. Quando o barco chegou à terra, seus olhos foram arrancados. Por um tempo foi cuidado pelos monges, que gostavam dele, mas logo depois ele morreu, provavelmente em 5 de fevereiro de 1036. | ” |

Quando Hardacanuto sucedeu seu meio-irmão Haroldo, processou o conde Goduíno e Lyfing, bispo de Worcester e Crediton, pelo crime contra o seu meio-irmão; o Bispo perdeu sua visão por um tempo e Goduíno deu ao rei um barco de combate transportando oitenta homens lutando como apaziguamento e jurou que ele não queria o príncipe cego e que tudo o que ele tinha feito era em obediência ao rei Haroldo. A tradição diz que, como Hardacanuto, Eduardo, o Confessor considerado culpado Goduíno.
A anglo-saxônica Casa de Wessex foi restaurado com a adesão de seu irmão Eduardo em 1042. A morte de Alfredo era uma das principais razões para a desconfiança e ressentimento mostrado por muitos membros da sociedade anglo-saxônica e, particularmente, pelo próprio Eduardo, em relação ao conde Goduíno e seus filhos.

## Era moderna
Durante a década de 1920 os restos mortais de várias centenas de soldados, provavelmente normandos, foram encontrados a oeste de Guildford. Eles foram amarrados e tinham sido executados. O túmulo foi datado de cerca de 1040. Acredita-se que seja provável que eles eram os guardas do príncipe Alfredo.